# Mirco Spagnolo
Pour les articles homonymes, voir Spagnolo.

a Compétitions nationales et continentales officielles uniquement.

b Matchs officiels uniquement.
Dernière mise à jour le 27 juin 2025.
Mirco Spagnolo, né le 2 janvier 2001 à Camposampiero (Italie), est un joueur international italien de rugby à XV évoluant au poste de pilier gauche avec la franchise du Benetton Trévise en United Rugby Championship.

## Biographie

### Jeunesse et formation
Mirco Spagnolo naît le 2 janvier 2001 à Camposampiero, une ville de la province de Padoue, en Italie. Il commence par pratiquer le football avant de se tourner vers le rugby à XV en février 2015, en cours de saison, à l'âge de 14 ans. Ce choix est influencé par sa sœur, joueuse à Castelfranco Veneto, et par le compagnon de celle-ci.
Il fait ses débuts rugbystiques au Camposampiero Rugby, le club de sa ville natale, où il évolue d'abord au poste de troisième ligne centre avant d'être repositionné en pilier gauche. Il poursuit ensuite sa formation au Valsugana Rugby Padoue pendant deux ans, où il se démarque par ses bonnes aptitudes en mêlée fermée,. En parallèle, il intègre l'Académie nationale Ivan Francescato.
Repéré très tôt par la Fédération italienne de rugby à XV, il est sélectionné dans les équipes nationales de jeunes à partir des moins de 17 ans. En juin et juillet 2021, il dispute le Tournoi des Six Nations des moins de 20 ans avec l'équipe d'Italie.

### Carrière professionnelle
En 2021, à 20 ans, Mirco Spagnolo fait ses débuts dans le rugby professionnel en rejoignant le Petrarca Padoue, club du Championnat d'Italie. Il s'impose rapidement comme un joueur clé de l'équipe. Avec le Petrarca Padoue, il remporte le Championnat d'Italie en 2022 après une victoire en finale contre le Rovigo Delta,. 
La saison suivante, en janvier 2023, il est convoqué pour un stage avec l'équipe d'Italie, par le sélectionneur Kieran Crowley, afin de préparer le Tournoi des Six Nations. Puis, en fin de saison, il atteint à nouveau la finale du Top 10, mais son équipe s'incline face à Rovigo. Au total, il dispute 45 rencontres et inscrit cinq essais sous les couleurs du Petrarca Padoue.
Au début de la saison 2023-2024, il rejoint le Benetton Trévise, une des deux franchises italiennes évoluant en United Rugby Championship (URC). Pour sa première saison avec le Benetton Trévise, il dispute de nombreuses rencontres d'URC. En février 2024, il est nommé remplaçant avec l'équipe d'Italie dès la première journée du Tournoi des Six Nations face à l'Angleterre,. De retour au Benetton Trévise, il contribue à la qualification de son équipe pour les phases finales. Il est remplaçant lors de la défaite en quart de finale face aux Bulls.
Lors de la saison 2024-2025 du United Rugby Championship, Spagnolo gagne sa place de titulaire au poste de pilier gauche avec la franchise italienne,. En octobre 2024, il prolonge son contrat jusqu'en 2027. Cette saison-là, il réalise ses premiers pas en Champions Cup, en tant que remplaçant lors de la défaite face à l'ASM Clermont au stade Marcel-Michelin, puis en étant titularisé lors de la victoire face à Bath Rugby. Début janvier 2025, Mirco Spagnolo est suspendu pour une durée de cinq matchs après avoir obtenu un carton rouge lors du derby contre le Zebre Parma pour un crocodile roll interdit sur Andrea Zambonin (en). Il manque trois matchs avec le Benetton en URC et Champions Cup, ainsi que deux rencontres du Tournoi des Six Nations avec l'Italie. La suspension initiale de dix semaines est réduite grâce à ses excuses et à son casier disciplinaire vierge. Il revient en équipe nationale lors de la troisième journée du Tournoi, face à la France au stade olympique de Rome.

## Vie privée
L'idole de jeunesse de Mirco Spagnolo est le pilier international néo-zélandais Ethan de Groot.
Son père tient un bar à Camposampiero, et il est un tifoso du FC Internazionale Milano.